# Анандит
Анандит (рос. анандит; англ. anandite; нім. Anandit m) — силікат барію і заліза.

## Загальний опис
Хімічна формула: (Ba, K)(Fe, Mg)3[(O, OH)2|(Si, Al, Fe)4O10]. Містить (%): BaO — 20,59; K2О — 1%; FeO — 32,14; MgO — 3,34; SiO2 — 26,49; Al2О3 — 6,15; Fe2О3 — 6,8; Н2О+ — 2,11. Домішки: MnO, TiO2, CaO, Na2O.
Сингонія моноклінна. Колір чорний. Непрозорий. Блискучий. Спайність досконала. Густина 3,94. Твердість 3-4. Утворює мономінеральні шари потужністю 0,6-5 см у магнетитових рудах родовища Вілагедера острова Шрі-Ланка разом з халькопіритом, піритом і піротином.